# Святий Мартин (Доннер)
Святий Мартин (Доннер) — скульптурна група, яку виконав відомий австрійський скульптор Георг Рафаель Доннер (1693—1741). Встановлена в Соборі святого Мартина у Братиславі.

## Історія собору св. Мартина

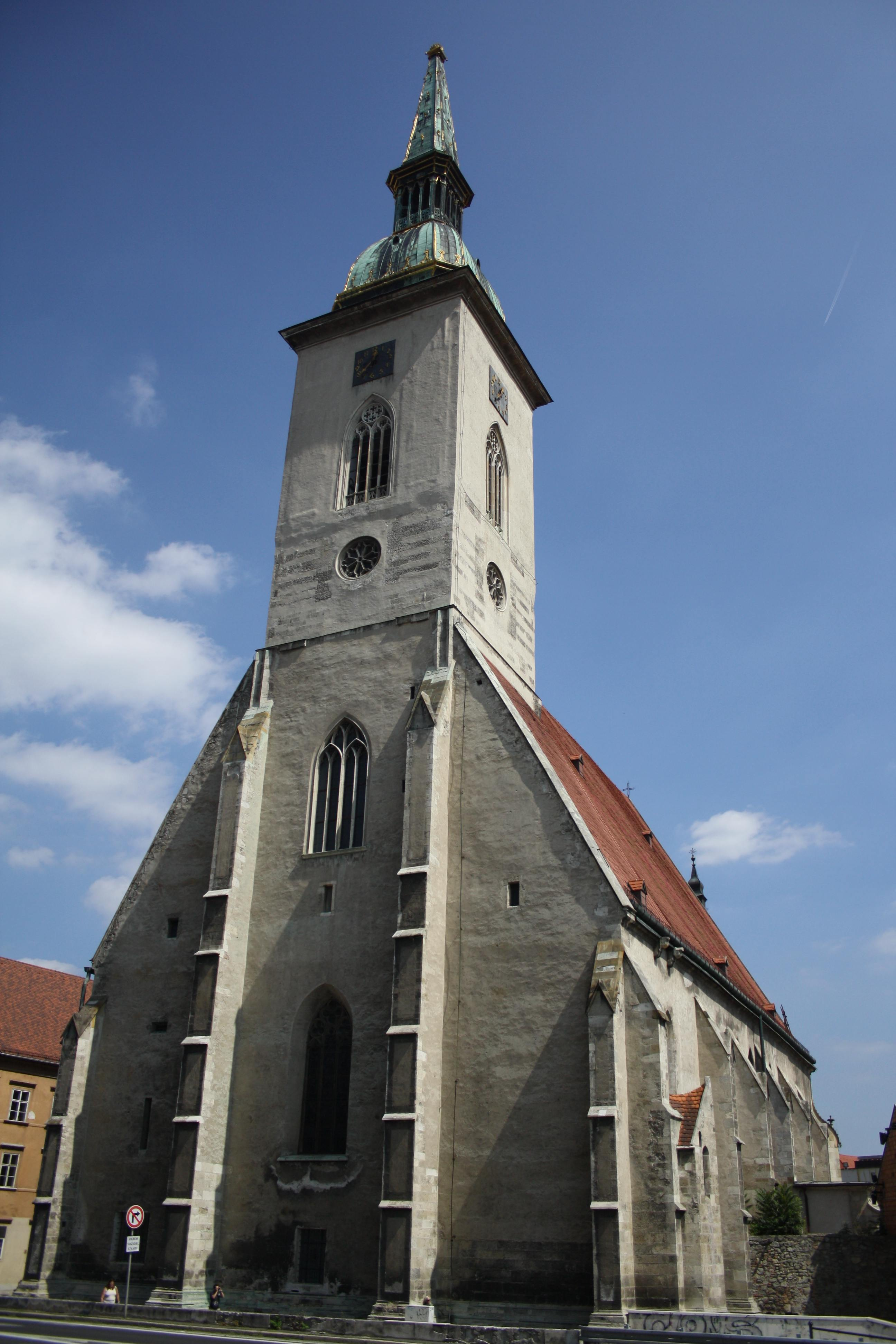
Собор Св. Мартина, головний фасад.

Створенню собору святого Мартина передувала довга історія. Вважають, що первісно тут була вибудована під мурами замку каплиця. Мала каплиця не вміщала вірян, тому богослужіння переносили до місцевого замку. Поряд були міські споруди і навіть місцевий ринок. Створенням нової церкви заопікувався Емерік Угорський, бо Братислава стала відомим релігійним центром угорців. 1221 року церква в романському стилі була вибудована і висвячена в ім'я Спаса. Збільшення міста призвело до перебудов церкви і її збільшення, незважаючи на виникнення поряд цвинтаря. Новий собор почали будувати 1311 року в стилі пізньої готики. Як то було скрізь, не вистачало коштів на будівництво, котре розтяглося більш ніж на сто тридцять років. Затримку в будівництві спричинили і гуситські війни. 1452 року собор вкрили дахом і наново висвятили, але будівельні роботи продовжили і наприкінці 15-го, і в 16 столітті. Головна вежа тепер вже храму Св. Мартина досягла 85 метрів і стала значною висотною домінантою міста, розташованого понизу гори і Братиславського замку. Готичну за характером вежу вінчає точна копія корони Святого Стефана.
Серед цікавих середньовічних споруд, що виникли поряд із собором, була єврейська синагога. Синагогу знищать 1970 року за часів комуністичного правління в Словаччині і перепланувавши історичний центр міста, створять новий шлях до модернового мосту через Дунай та районів новітньої забудови міста на другому березі річки.
Собор став катедральним і був храмом, де висвячували угорських королів. Під храмом створені катакомби і численні склепи вельможних угорських родин, збережені донині.

## Опис скульптурної групи

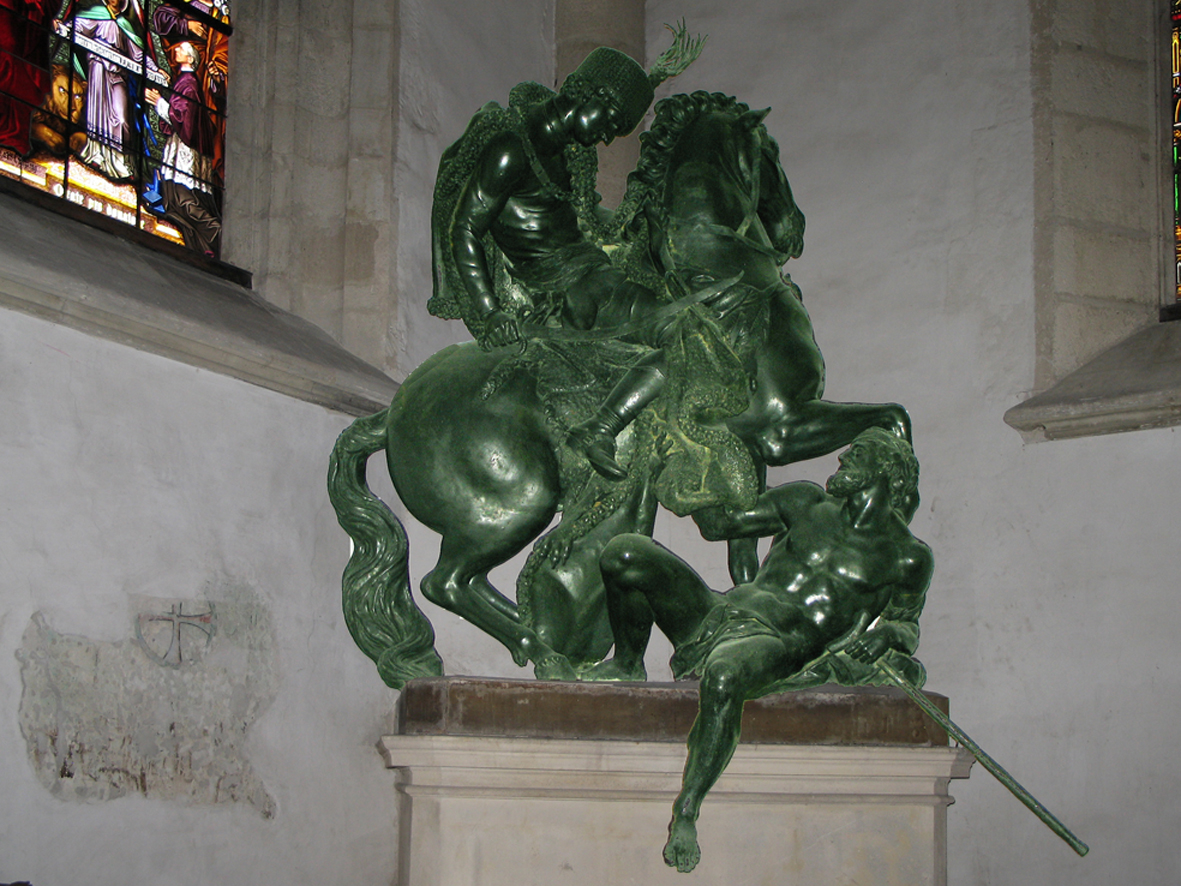

Рахуватись з довгою історією намоленого місця угорців і був вимушений скульптор Георг Доннер, коли отримав замову на створення скульптурної групи «Святий Мартин». Угорщина була головною частиною лоскутної Австрійської імперії, що відбилось навіть в назві країни (цього статусу не мала навіть старовинна Богемія (сучасна Чехія). Тому замова на скульптурну групу для катедрального собору угорців була досить почесною. Георг Доннер, майстер широкого творчого діапазону, робив рельєфи і круглі скульптури. Але в творчому доробку митця, котрий починав як ювелір, не було кінних монументів, своєрідного вищого щаблю скульптурної майстерності.
Замову угорського вельможі Імре Естергазі, єпископа Естергома, і було доручено скульпторові Доннеру. Це була скульптурна група «Св. Мартин» для нового, барокового вівтаря в катедральному храмі. Георг Доннер трактував Святого Мартина як угорського князя в строї угорських гусар. (В фігурі Мартина вбачають портретні риси молодого Імре Естергазі). Майстер, котрий гостро відчував пластичну красу людського тіла, майстерно поєднав ефектну фігуру вершника в пишному вбранні з оголеною фігурою жебрака, граючи на контрастах. В фігурі жебрака він використав усі пластичні можливості зв'язку скульптурного образу, котрий активно втручається в оточення. Якщо фігура вершника не виходить за умовні межі п'єдесталу, фігура жебрака, навпаки, активно поєднана з оточенням держаком милиці та оголеною ногою. Скульптурна група стала одним з вищих досягнень скульптора, в творчому доробку якого майже всі твори — шедеври австрійського бароко.

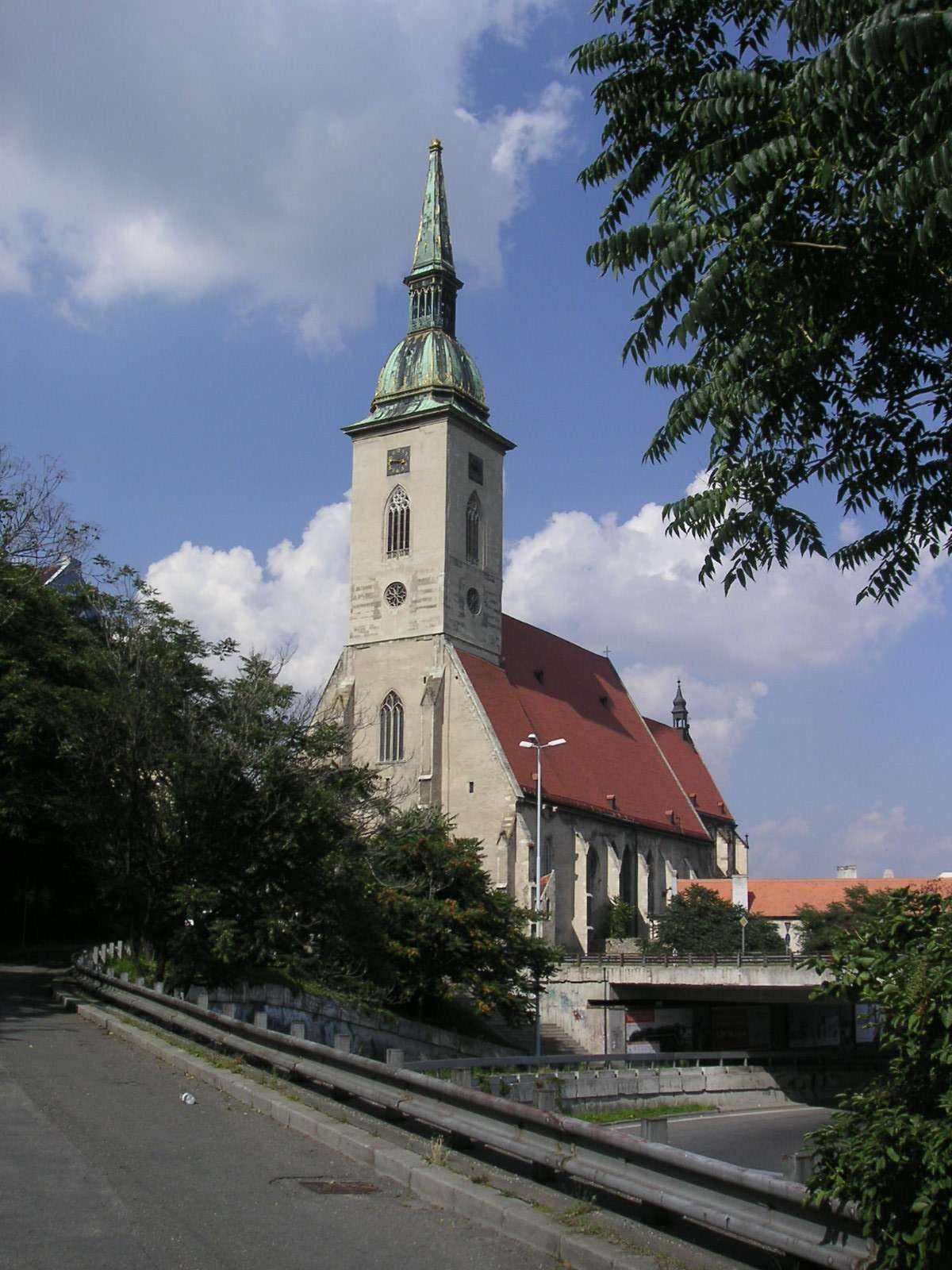
Собор Св. Мартина
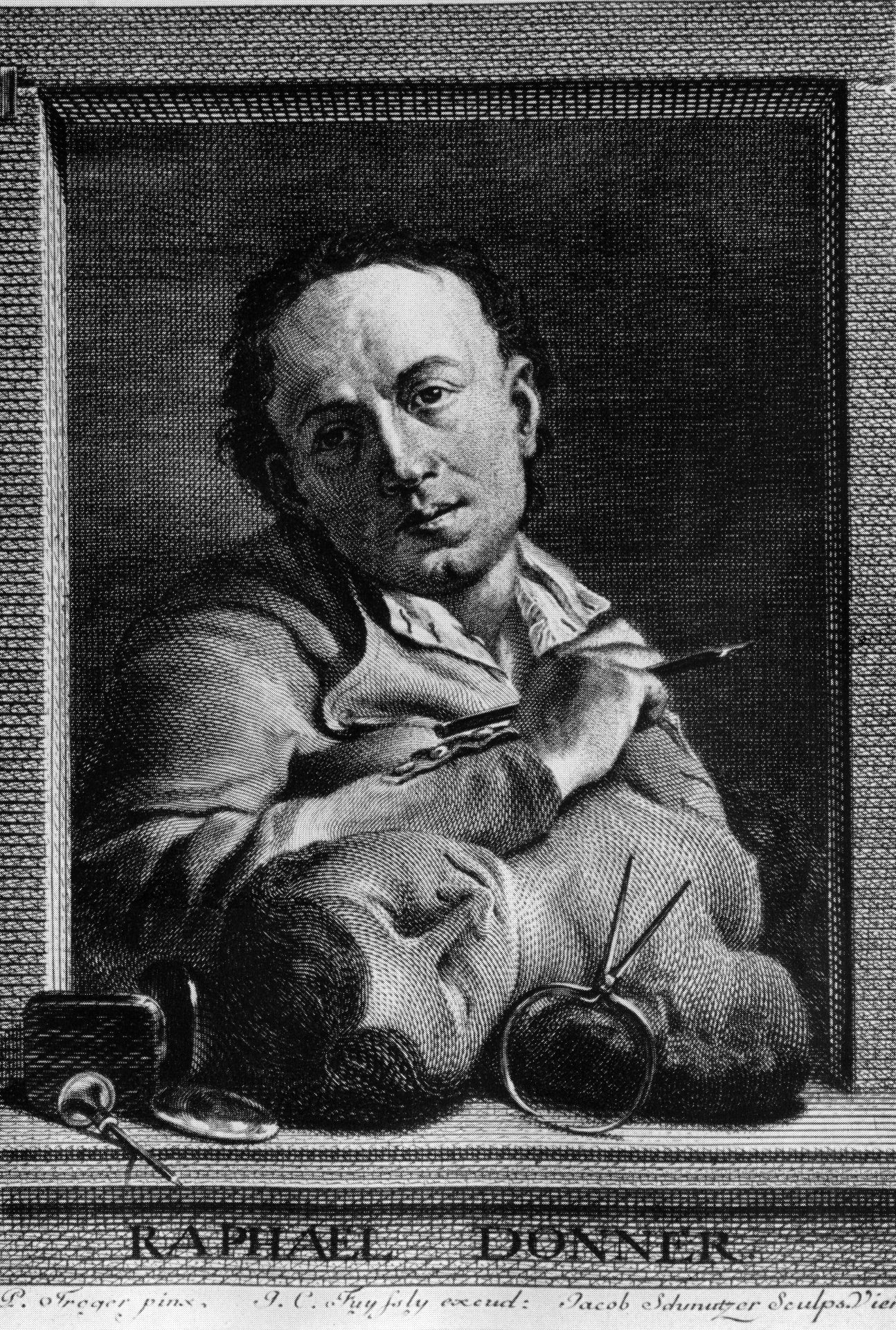
Портрет-гравюра Доннера
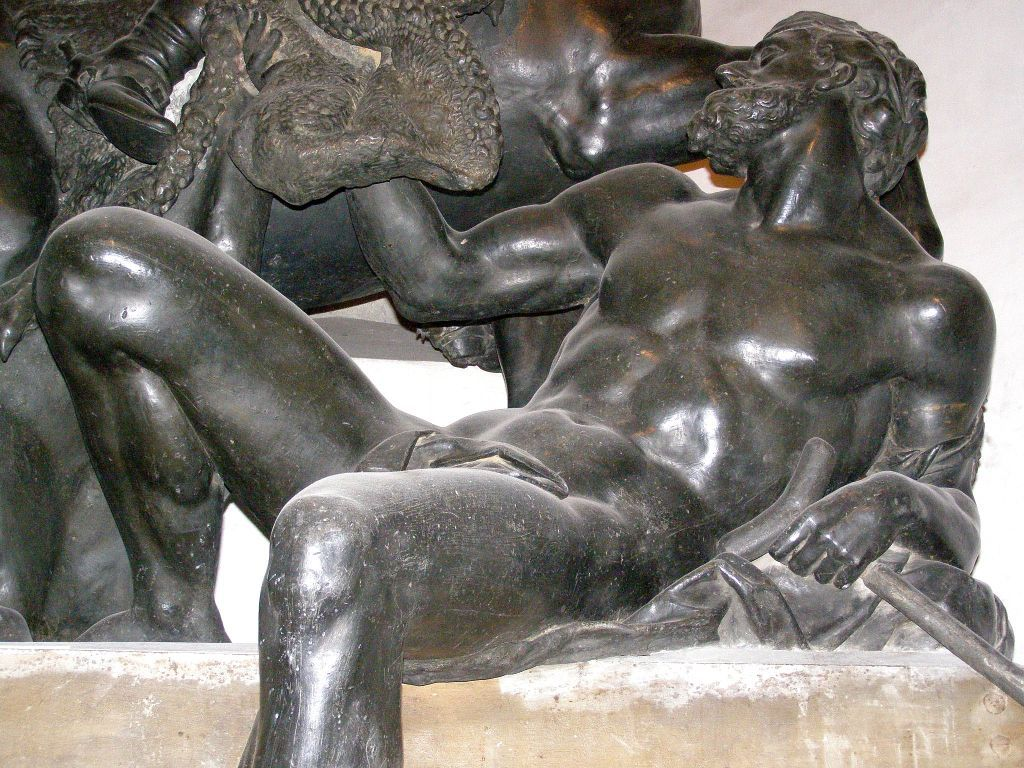
Жебрак під ногами коня
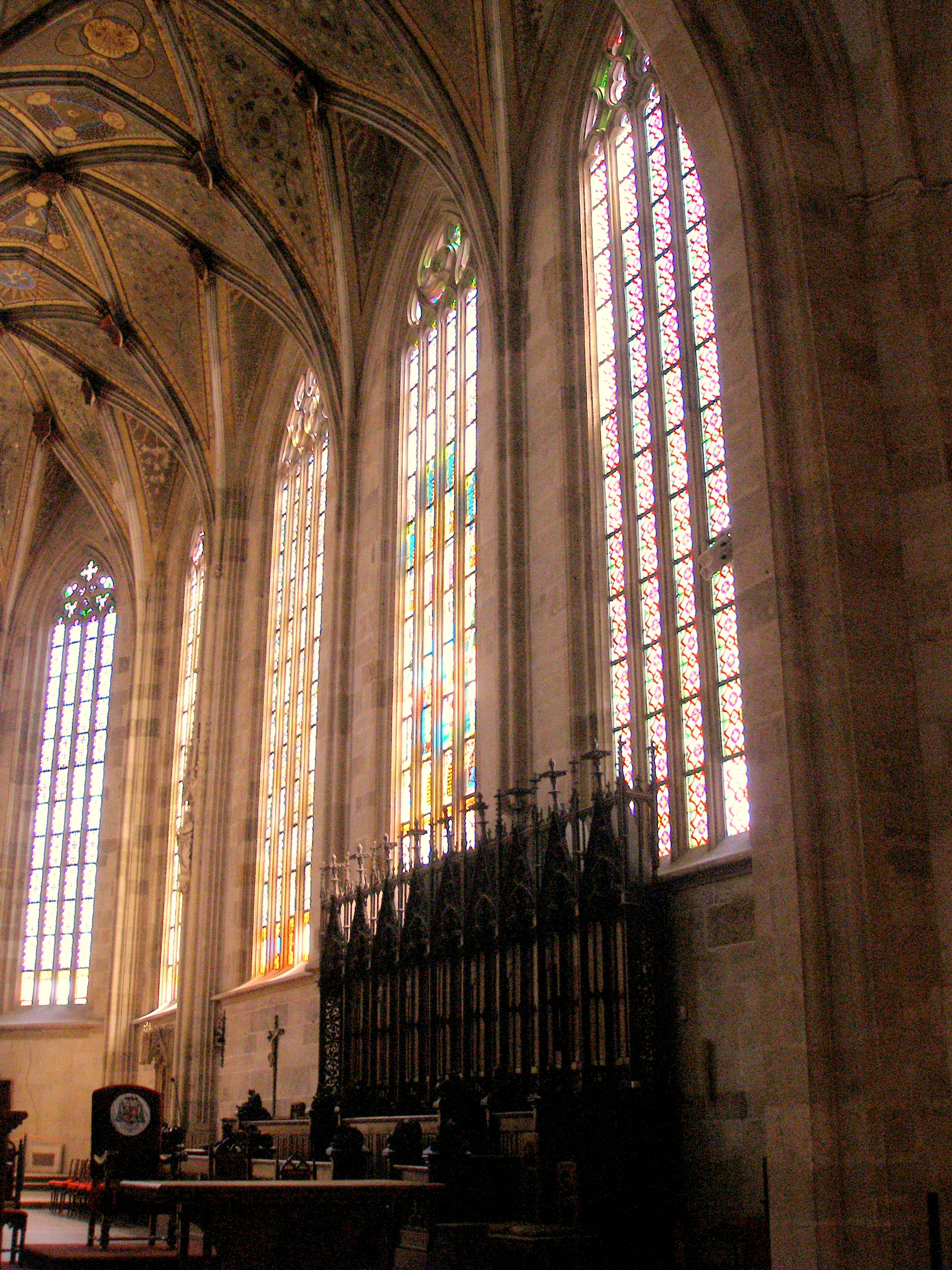
Інтер'єр катедрального собору